# Mesmer (Northlane)
Mesmer è il quarto album in studio del gruppo progressive metalcore australiano Northlane, pubblicato il 24 marzo 2017 dalla UNFD. Questo è l'ultimo album registrato con il bassista Alex Milovic, che ha lasciato il gruppo nel 2018. Mesmer è il secondo disco consecutivo dei Northlane a vincere il premio di migliore album hard rock/heavy metal agli ARIA Music Awards.
Nel febbraio 2019 è stata stampata un'edizione speciale del disco dove in aggiunta sono contenute anche le tracce strumentali.

## Tracce
1. Citizen – 4:24
2. Colourwave – 3:41
3. Savage – 4:39
4. Solar – 3:16
5. Heartmachine – 4:04
6. Intuition – 3:51
7. Zero-One – 3:57
8. Fade – 3:58
9. Render – 3:56
10. Veridian – 3:25
11. Paragon – 4:23

## Formazione
- Marcus Bridge – voce
- Jon Deiley – chitarra solista
- Josh Smith – chitarra ritmica
- Alex Milovic – basso
- Nic Pettersen – batteria

## Classifiche
| Classifica (2015)                      | Posizione massima |
| -------------------------------------- | ----------------- |
| Australia (ARIA Charts)                | 3                 |
| Nuova Zelanda (RMNZ Heatseeker Albums) | 92                |